# Манон с источника (фильм)
«Манон с источника» (фр. Manon des sources) — кинофильм режиссёра Клода Берри, вышедший на экраны в 1986 году. Экранизация романа Марселя Паньоля. Вторая часть дилогии (первая часть — «Жан де Флоретт»).

## Сюжет
Действие происходит десятилетие спустя после событий, показанных в первой части. Манон (Беар), дочь горбуна, стала прекрасной 18-летней девушкой. Она уединённо живёт в горах и узнаёт об обстоятельствах, приведших к смерти её отца. Чтобы отомстить Сезару Суберану (Монтан) и его племяннику Юголену (Отей), практически укравшим её ферму, а заодно и всем остальным жителям деревни, которые знали обо всём, но предпочли сохранить молчание, она решает заблокировать источник, снабжающий селение водой. Жители воспринимают исчезновение воды в качестве небесной кары за содеянное, и вскоре преступление Субейранов раскрывается.

## В ролях
- Ив Монтан — Сезар «Папе» Суберан
- Даниэль Отёй — Юголен «Галинетт» Суберан
- Эммануэль Беар — Манон Кадоре
- Ипполит Жирардо — Бернар Оливье
- Маргарита Лосано — Батистина
- Ивонна Гами — Дельфина
- Тики Ольгадо — специалист
- Жан Бушо — кюре
- Элизабет Депардьё — Эме Кадоре
- Арман Меффр — Филоксен
- Пьер Нугаро — Казимир
- Роже Суза — Анж

## Награды и номинации
- 1987 — премия «Сезар» за лучшую женскую роль второго плана (Эммануэль Беар), а также номинация в категории «лучший постер» (Мишель Жуэн).
- 1987 — премия Национального совета кинокритиков США за лучший фильм на иностранном языке.
- 1988 — номинация на премию BAFTA за лучший зарубежный фильм (Клод Берри).